# تسشورلاو
تسشورلاو (به آلمانی: Zschorlau) یک شهر در آلمان است که در ارتسگبیرگسکرایس واقع شده‌است. تسشورلاو ۵٬۸۴۷ نفر جمعیت دارد.

## خواهرخوانده
شهر دیتنهوفن خواهرخواندهٔ تسشورلاو هست.